# Heinijärvi (sjö i Kajanaland)
Heinijärvi är en sjö i Finland. Den ligger i kommunen Hyrynsalmi i landskapet Kajanaland, i den centrala delen av landet, 500 km norr om huvudstaden Helsingfors. Heinijärvi ligger 153 meter över havet. Arean är 13,9 hektar och strandlinjen är 2,57 kilometer lång. Sjön  ingår i Uleälvens huvudavrinningsområde. 